# Hans R. Schneider
Hans R. Schneider (* 12. Januar 1897 in Berlin; † 4. Januar 1987 in Berlin) war ein deutscher Widerstandskämpfer gegen den Nationalsozialismus und Kommunalpolitiker (parteilos).

## Leben
Hans Reinhold Schneider war zur Zeit des Nationalsozialismus Volksschullehrer in Berlin; einer seiner Kollegen war Fritz Wuessing. Schneider war verheiratet mit der politisch aktiven Katholikin Hildegard „Hilde“ Schneider, geborene Olejak. Gesine Schwan ist eine Tochter des Paares. Schneider selbst war aus der evangelischen Kirche ausgetreten.
Zur Zeit des Nationalsozialismus wurde Schneider Mitglied der sogenannten Gruppe „Mannhart“, die sich im November 1942 um den Sozialisten und Mediziner Max Wilhelm Klesse  (1896–1963), der für antinazistische Flugschriften das Pseudonym „Mannhart“ wählte, und dessen Frau, die Ärztin Maria Klesse, zusammenfand. Weitere Gründungsmitglieder waren der Bauarbeiter Otto Dressler (wohnhaft im Zeisgendorfer Weg 4; beschäftigt bei Rheinmetall-Borsig; hingerichtet 1944) und der Arbeiter Otto Engel (beschäftigt bei AEG Hennigsdorf; 1945 erschossen), alle aus Heiligensee, sowie der Drucker Georg Kaufmann aus Hohenschönhausen und Walter George aus Konradshöhe (wohnhaft in der Elstergasse 16). Mehrere Widerständler schlossen sich der Gruppe an. Die Familien Schneider und Klesse, aus deren Ehe die  Kunsthistorikerin Brigitte Klesse hervorging, halfen NS-verfolgten Juden in der Illegalität. Schneiders Familie versteckte im letzten Kriegsjahr ein jüdisches Mädchen unter Mithilfe des Gefängnispfarrers Harald Poelchau.
Nach Kriegsende war Schneider 1945/46 der erste Stellvertretende Bürgermeister des Bezirks Reinickendorf im französischen Sektor Berlins. Erster Bürgermeister zu dieser Zeit war Arthur Müller. Später war er in Berlin wieder als Oberschulrat tätig.